# Traditionis custodes

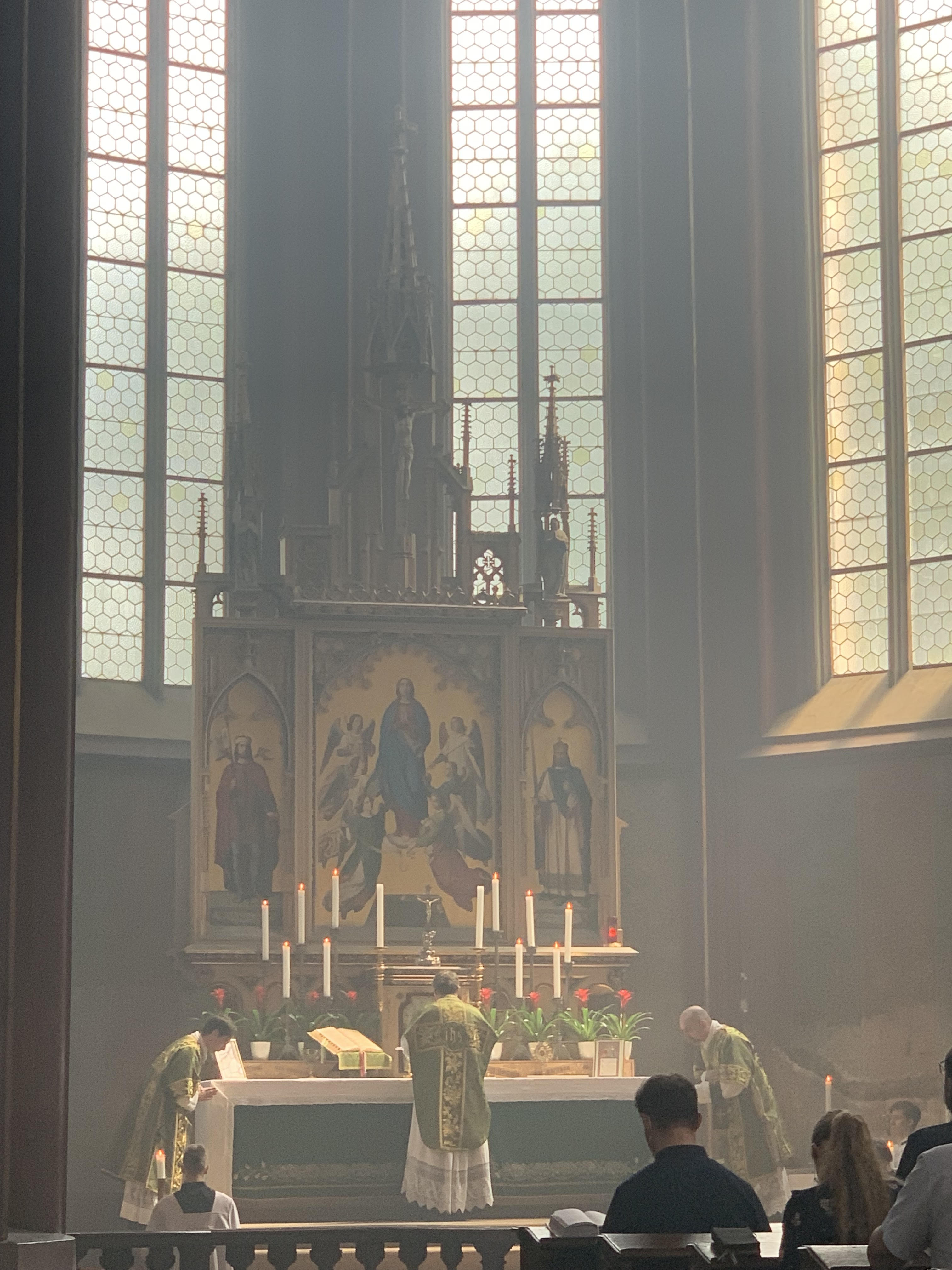
R. D. Stanislav Přibyl celebruje mši svatou slouženou podle misálu z roku 1962 (červen 2021, Kostel Nanebevzetí Panny Marie a svatého Karla Velikého, Praha)

Traditionis custodes (česky Strážci tradice) je apoštolský list papeže Františka z 16. července 2021, vydaný motu proprio (z vlastního popudu). Dokument výrazně omezuje možnosti slavení mše podle misálu Jana XXIII. z roku 1962 (tzv. tridentská mše), uvolněné v motu proprio Benedikta XVI. Summorum pontificum.

## Ustanovení
Traditionis custodes ruší všechna předchozí ustanovení, která vydali papežové na téma vysluhování tradiční mše svaté a která pravomoc povolit či nepovolit svěřovala biskupům jednotlivých diecézí.
Kněží, kteří mši svatou takto vysluhovali, museli ke dni vydání motu proprio písemně požádat o posouzení, zda tak mohou i nadále činit. Novokněží, kteří mši svatou tradičně nevysluhují musí o povolení žádat svého ordináře (biskupa, územního opata, apod.), který je pošle příslušné kongregaci pro nauku víry k posouzení, zda vůbec takový kandidát smí tradiční mši vysluhovat. Další ustanovení dokumentu zakazuje zakládat nová společenství (biskup bude dbát na to, aby se nezakládaly nové tradiční skupiny, popř. farnosti), lnoucí ke starší formě liturgie. Příslušný kněz, který obdrží potřebná povolení, musí hlásit, zda je smysluplné pokračovat ve vysluhování tradiční mše a musí v plnosti souhlasit i s novou mší Pavla VI.

## Související opatření
V prosinci 2021 kongregace pro bohoslužbu a svátosti vydala k Traditionis custodes prováděcí předpisy ve formě responsa ad dubia, které pravidla dále zpřísňují a omezují pravomoci diecésních biskupů v dané věci.
V únoru 2022 papež František na setkání s představenými Kněžského bratrstva sv. Petra (FSSP) prohlásil, že obecná ustanovení Traditiones custodes se netýkají institutů, pro něž je slavení tridentské mše základem jejich charismatu, a své vyjádření doplnil dekretem, který FSSP výslovně povoluje používat staré liturgické knihy, včetně pontifikálu.
V únoru 2023 bylo provádění instrukce upraveno formou reskriptu ex audientia, omezujícího pravomoci biskupů od vybraných ustanovení Traditionis custodes své podřízené dispenzovat.

## Kontroverze
V reakci na vydání motu proprio se ozvaly zasažené katolické skupiny, které ustanovení obsažená v Traditionis custodes považují za útok na katolickou tradici. Komentují je jako milosrdenství vždy a všude pro hříšníky bez pokání, ale ani špetku milosrdenství pro tradiční katolíky a cítí nad vzniklou situací rozčarování.
Podle bývalého prefekta Kongregace pro nauku víry kardinála Müllera dokument Traditionis custodes (a pozdější doplňující nařízení) snižuje pastorační odpovědnost biskupů, z kterých dělá prosebníky u vatikánské byrokracie, a navíc zatemňuje smysl papežství, když papeži vyhrazuje rozhodování v tak podružné otázce, jako je otázka ritu.
Kritika zaznívala i z řad těch, kteří nejsou příznivci tradiční mše, kdy bylo bráno jako nevhodné smetení ze stolu dokumentů papeže Benedikta XVI. ještě za jeho života. Zaznívají také názory, že je paradoxem tvrzení TC, že „liturgické knihy promulgované svatým Pavlem VI. a svatým Janem Pavlem II., (...), jsou jediným vyjádřením lex orandi římského ritu.“, což není slučitelné s předchozími prohlášeními Benedikta XVI. Kritika zaznívá také na téma platnosti celého dokumentu, neboť jsou jím dotčena ustanovení uvedená v Quo primum, který vůbec nikdo z lidí nesmí zrušit.
| „                         | Nařizujeme, a to přísně všem (...) aby (...) zpívali i četli (mši svatou) podle ritu a způsobu a normy, která se tímto misálem námi nyní podává (...) a tak, aby mohli a směli tohoto misálu svobodně a právem užívat při zpívané nebo čtené mši v kterémkoli kostele a bez výčitek svědomí, bez hrozeb nějakými tresty, odsuzováním a zákazy, svou apoštolskou mocí a to navždy povolujeme. (...) Vůbec nikdo z lidí nesmí zrušit tuto stránku našeho povolení, (...) ani se jí v nerozvážné opovážlivosti protivit. Jestliže by se však někdo odvážil zkusit to, nechť ví, že ho stihne hněv všemohoucího Boha a jeho apoštolů Petra a Pavla. | “ |
| — Sv. Pius V., Quo primum | |   |

Toto stanovisko je ale ovšem sporné, neboť výše zmíněná formulace v Quo primum se užívala dobově běžně a je otázka, jakou úroveň závaznosti toto stanovisko představuje (více viz rozdělení dogmat).